# ده کهنه روگر
ده کهنه روگر، روستایی از توابع بخش مرکزی شهرستان اردل در استان چهارمحال و بختیاری است.

## جمعیت
این روستا در دهستان پشتکوه قرار دارد و براساس سرشماری مرکز آمار ایران در سال ۱۳۸۵، جمعیت آن ۱٬۱۶۶ نفر (۲۶۵خانوار) بوده‌است.مردم روستا بختیاری از طایفه رووری ایل زراسوند دورکی میباشند و به زبان لری بختیاری صحبت میکنند.